# Sébastien Izambard
Sébastien Izambard (París, 7 de marzo de 1973) es un músico, cantante, compositor, y productor discográfico francés.
Miembro desde 2003 de la agrupación de crossover clásico Il Divo, con quien ha vendido más de 35 millones de copias en discos en todo el mundo, con quién ha publicado ocho álbumes de estudio; Il Divo (2004), Ancora (2005), Siempre (2006), The promise (2008), Wicked game (2011), A musical affair (2013), Amor & pasión (2015) y Timeless (2018); un álbum recopilatorio The greatest hits (2012); un álbum especial de canciones de Navidad The classic Christmas album (2005); y dos álbumes en directo, An Evening with Il Divo: Live in Barcelona (2009), Live in Japan (2014); múltiples ediciones especiales y duetos y colaboraciones. Asimismo, también se ha publicado la videografía Live At Gotham Hall (2004), Encore (2004), Mama (2005), The Yule Log: The Christmas collection (2005), Live At the Greek Theater (2006), At the Coliseum (2008), Live in Barcelona: An evening with Il Divo (2009), Live in London (2011) y Live in Japan (2014).
Izambard publicó en solitario un álbum titulado Libre (2000), alcanzando el primer puesto en el ranking de música francés con el sencillo Si Tu Savais obteniendo reconocimiento y fama en Francia, Canadá y Bélgica. En 2017 publicó su segundo álbum como cantautor titulado We Came Here To Love.
Izambard escribe, produce y compone tanto para él, como para artistas pop internacionales.
Miembro activo de la organización francesa AMTM Assistance Médicale Toit du Monde y embajador global de la Fundación de Niños Sanfilippo.

## Biografía

### Infancia
Sébastien Izambard, hijo único de Maurice Izambard y Marie, de profesión estilista, nació y creció en el XVI Distrito de París o Arrondissement de Passy, de París, Francia. Su infancia fue difícil, ya que sus padres se divorciaron y su padre le abandonó cuando tenía seis años, dejando a Sébastien creciendo en una familia monoparental pobre. Vivía en una pequeña habitación de 10m2 con su madre en la parte superior de un bloque de apartamentos parisinos propiedad de su bisabuela llamada Dense. Estudió en el Lycée Janson de Sailly de París, considerado uno de los mejores colegios de Europa.
Con los años, su amor por la música creció como él y aprendió a tocar la guitarra, el piano y a cantar, de oído y mediante el autoaprendizaje. El piano es el primer instrumento que tocó ya que su abuela Jacqueline, a la que llamaba Mimine, tenía uno y él empezó a componer canciones en él con tan solo cinco años. El piano se convirtió en su terapeuta, era su modo de expresión.
Como su madre trabajaba, se acostumbró a la soledad y a ser independiente. Con 12 años ya cocinaba para ella, como regalo tras su jornada laboral. Confiesa que para él, convertirse en adulto fue más una manera de aprender a salir de los problemas, ya que antes de que sus padres se separan fue testigo de violencia, drogas y maltratos, lo que causó en Sébastien un impacto psicológico, forjando a un niño precavido, introvertido y con tendencia a reprimir, pero que con la ayuda de especialistas para niños fue capaz de superar.
Con 17 años, cansado de una vida llena de violencia y de palizas proporcionadas por su madre, se fue a vivir con su abuela y pasó muchos años sin tener relación con su madre.

### Plano personal

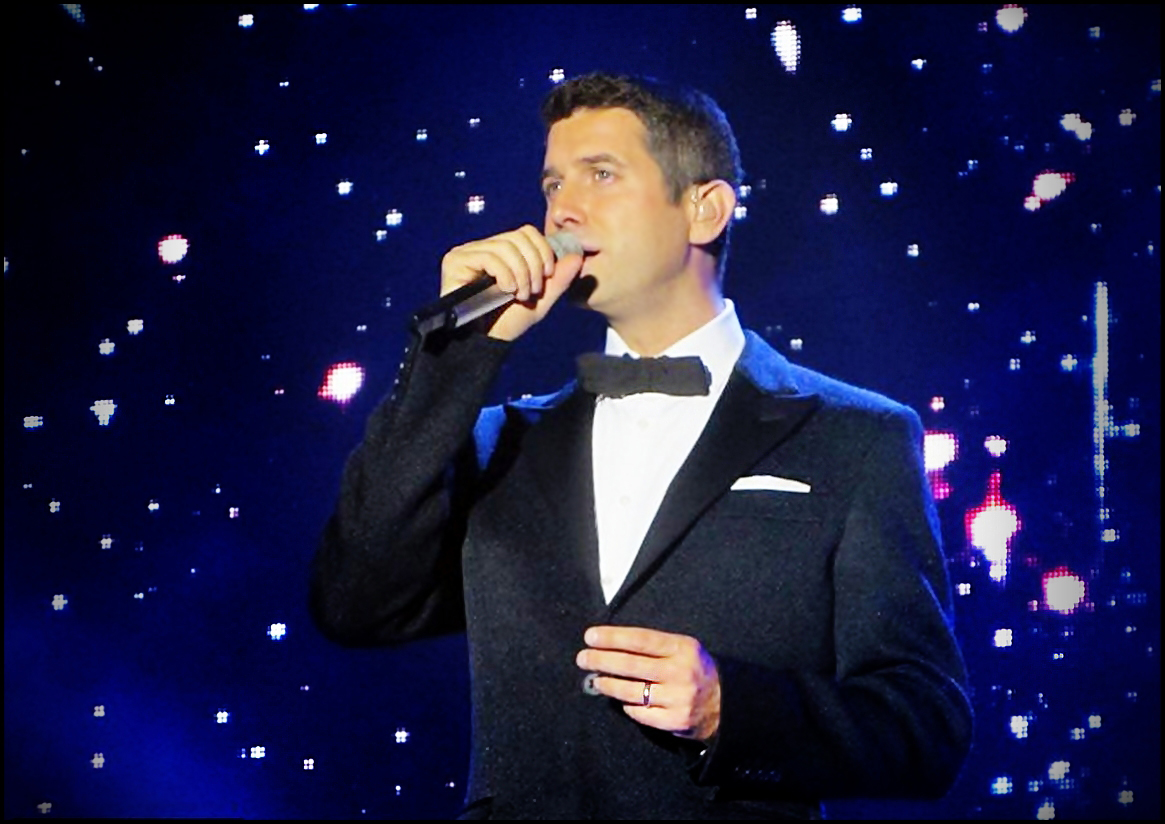
Izambard en 2014

Sébastien desde que se unió a Il Divo en 2003 hasta 2013, ha estado viviendo en Londres, Inglaterra «después de tantos años, técnicamente podría convertirme en un ciudadano británico!», «he abrazado la cultura de Inglaterra» afirma Izambard hasta que en 2013 se mudó a Los Ángeles, en Estados Unidos.
Sébastien se comprometió con la australiana Reneé Murphy (nacida en Australia, el 13 de diciembre de 1977), el 1 de junio de 2007 y se casó el 17 de agosto de 2008 en un castillo en las afueras de Francia, Renné es ex-publicista de Sony BMG Music Entertainment, la discográfica de Sèbastien, a quien conoció mientras estaba de gira por Australia en 2005 con Il Divo. Pocos meses antes de la boda, el 20 de marzo del 2008 Sébastien y Renné se convirtieron en padres de los gemelos, Rose y Luca, que nacieron en el hospital de maternidad de Port-Royal-des-Champs de París con tan solo 31 semanas. El 20 de mayo del 2011, nació el tercer niño de la pareja, llamado Jude, en el Hospital Queen Charlotte de Londres. Sébastien afirma «lo más importante en mi vida son mis hijos» y que el tiempo de los embarazos fue horrible, ya que con los gemelos Luca y Rose, su mujer sufrió preeclampsia a los cuatro meses de gestación y terminó en cuidados intensivos el resto del embarazo, y que con Jude, las primeras horas de vida fueron traumáticas. «No todo ha sido un camino de rosas» afirma, ya que en 2007, dos días antes del concierto de Il Divo en el Wembley Arena, su esposa sufrió la pérdida repentina del embarazo de su primer hijo y el concierto estuvo a punto de suspenderse, pero se efectuó e Izambard relata que «estuve conteniéndome las lágrimas durante todo el concierto». Durante el embarazo de los gemelos Luca y Rose, Il Divo tuvo que suspender la gira por Japón, ya que Sébastien tuvo que escoger velar por su familia o por el bien del grupo. Lo que no fue muy agradable para el grupo, ni fueron comprensivos en esos momentos, pero afirma Izambard, que «nunca podré culparlos». Declara que antes de Il Divo, la vida era diferente, que escribía sus propias canciones, que viajaba en autobús y en camiones durante las giras y que vivía en la carretera, a lo que expone que «Il Divo es como Disneylandia en comparación». El 11 de septiembre de 2018, poco después de que su mansión en Malibú valorada en $ 12.95 millones de dólares se quemara en incendios forestales en California de 2018, Renée inició un proceso de divorcio en el Palacio de Justicia de Stanley Mosk ubicado en Los Ángeles, tras tres hijos y una vida dividida entre hogares en California , París y Londres, alegando que sufre una 'enfermedad que cambia la vida' y está ansiosa por volver a Australia. El 3 de mayo de 2019, Sebastien anunció en su página de Facebook que él y Renée se habían separado.
El 29 de mayo de 2019, durante una entrevista en Bolivia, afirmó que mantiene una relación con Courtney Seashols.

### Competencias
De estatura 1,83 metros, ojos verdes grisáceos y signo zodiacal piscis, sus hobbys son el tenis, la aviación, nadar, las catas de vino tinto y las aves. En su tiempo libre le gusta componer, practicar el esquí acuático, esquiar en la nieve e ir a la playa. Antes de su completa devoción hacia la música, Sébastien realizó las pruebas para ser piloto de Air France, su sueño desde pequeño, pero su vista era demasiado débil y no pudo cumplir su sueño. Desde ese instante, la música se convirtió en un todo para él. Domina los idiomas; inglés, italiano, español, portugués, algo de alemán, ruso, japonés y su francés natal.
Se declara él mismo fan incondicional de Radiohead, Jeff Buckley, Jacques, David Bowie, The Beatles y Coldplay entre otros. En 2006 Sébastien fue nombrado el hombre más atractivo del año por la revista ¡Hola! y en 2007 fue nombrado el más atractivo de Il Divo.

### Filantropía
Sébastien ha estado involucrado desde sus inicios en diversas causas altruistas. Grabó videoclips benéficos y colaboró en proyectos solidarios como el Noël Ensemble, un disco en el que más de un centenar de artistas europeos participaron con el fin de recaudar fondos para la lucha contra el sida.
En la actualidad, Sèbastien es miembro activo de dos organizaciones no gubernamentales;
- Organización francesa AMTM Assistance Médicale Toit du Monde[21] de la que es patrocinador oficial internacional, que ayuda a los niños pobres de Nepal y la India. Sébastien aporta ayuda a la ONG a través de rifas de objetos personales, como sus trajes, fotografías o CD firmados o entradas a conciertos o vip's.
- Organización australiana Fundación de Niños Sanfilippo de la que es embajador mundial.[22] Esta organización fue creada por familias con miembros que padecen el Síndrome de Sanfilippo o MPSIII, una enfermedad genética rara y mortal, que se desarrolla en uno de cada 70.000 recién nacidos con una esperanza de vida de entre 12 y 20 años y sin cura, que afecta al metabolismo y produce daños irreversibles en el sistema nervioso central.[23][24] Sébastien colabora con la fundación, desde que quedó impactado de que en una misma familia hayan surgido dos casos de esta enfermedad. Concretamente con la familia Donnell, cuyos dos hijos -Isla y Jude- de Sídney, la padecen. Para recaudar los 100.0000 dólares necesarios para subvencionar los ensayos de investigación para el Síndrome de Sanfilippo, Sébastien abanderó el proyecto de crear un disco junto con diferentes artistas australianos para la recaudación de fondos.[24] Izambard, con la ayuda de Sony Pictures Studios, produjo junto al productor español Alberto Quintero, productor también de algunos de los discos de Il Divo, el disco titulado Bringing Hope For Isla and Jude, que salió a la venta el 5 de diciembre de 2014 con el sencillo escrito por Kate Bush This Woman's Work.

## Características artísticas

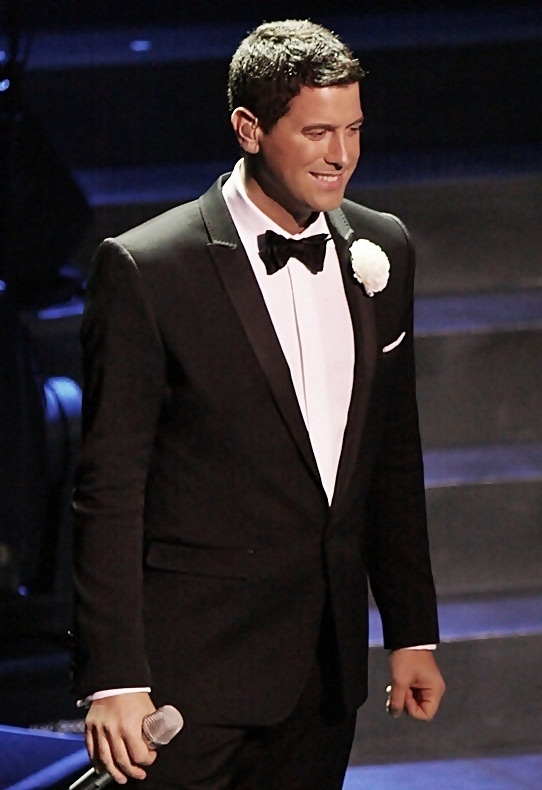
Sébastien durante un concierto en 2015

### Capacidad vocal
Sébastien posee una voz de melodía popular con tesitura de tenor. Desarrolla una dicción de gama media (melodía popular o voix populi) a una alta voz, y por lo tanto canta la melodía de tenor la mayoría de veces. Por ello, es el que adapta el margen del género pop a Il Divo. La tesitura de su voz va desde un si2 hasta un sol4, que es el sol de la segunda línea del pentagrama en clave de sol. Sébastien se distingue por su timbre claro y brillante, por la resonancia pectoral y por la firmeza en la proyección de la voz.

### Instrumentos
Izambard domina la guitarra y el piano a la perfección, tras el autoaprendizaje. Durante su época como solista pop, Sébastien interpretaba sus canciones junto con una guitarra española, con Il Divo también ha interpretado el instrumento en algunos directos.

## Trayectoria musical

### Solista
Durante la adolescencia aprendió a tocar la guitarra para impresionar a la primera chica de la que se enamoró. Como era tímido, fue la única manera de expresar sus sentimientos hacia ella. Gracias a la guitarra, con 17 años comenzó a ganar dinero tocando en los barcos del Río Sena para las parejas que iban en ellos y más tarde el piano en bares parisinos o cantando en karaokes.
Tras grabar varias maquetas con sus propias composiciones y realizar audiciones y visitas en muchas compañías discográficas, finalmente firmó por el sello discográfico EMI Music France a los 25 años y se convirtió en una estrella del pop en París en el año 2000. Desde que firmó con la discográfica y publicó su primer álbum, realizó los arreglos de las canciones de su disco y de otros cantantes, junto con Lionel Tridon, batería y arreglista francés, con quién estuvo trabajando durante 3 años en su estudio en Replonge, al norte de París.
Arrastra una carrera reconocida como cantante pop, con un álbum pop en el mercado, titulado Libre, lanzado el 6 de junio del año 2000. El álbum llegó al número uno en el ranking de ventas y fue éxito, llegando al público y consiguiendo cierto reconocimiento en Francia, Canadá y Bélgica, únicos países donde se publicó su álbum por ser de habla francesa. Alcanzó el número #1 en el ranking con el sencillo Si Tu Savais.
En el álbum, producido por Lionel Tridon, Lionel Florence y Sébastien, se destaca una gran influencia de Jeff Buckley. Sus más destacados conciertos se realizaron en el prestigioso teatro Olympia de París. Grabó dos videoclips para el álbum Libre con los sigles Libre y J't'en veux. Además de las once canciones que componen su disco Libre, Sébastien Izambard tiene otras cuatro canciones grabadas: Au nom de quel amour; Toi Lache; L'ombre d'une femme; Tant Que Tu pas la n'es.
El cantante francés Florent Pagny, es su padrino musical, ya que vivió con Sébastien y su madre, cuando él tenía 17 años.
En el año 2001, fue el invitado especial de la leyenda francesa Johnny Hallyday durante su gira.
Inició la grabación de su segundo disco en solitario junto con los productores Francis Madjouli y Lionel Florence, pero tuvo que abandonarlo tras aceptar la propuesta de embarcar en el proyecto de Il Divo.

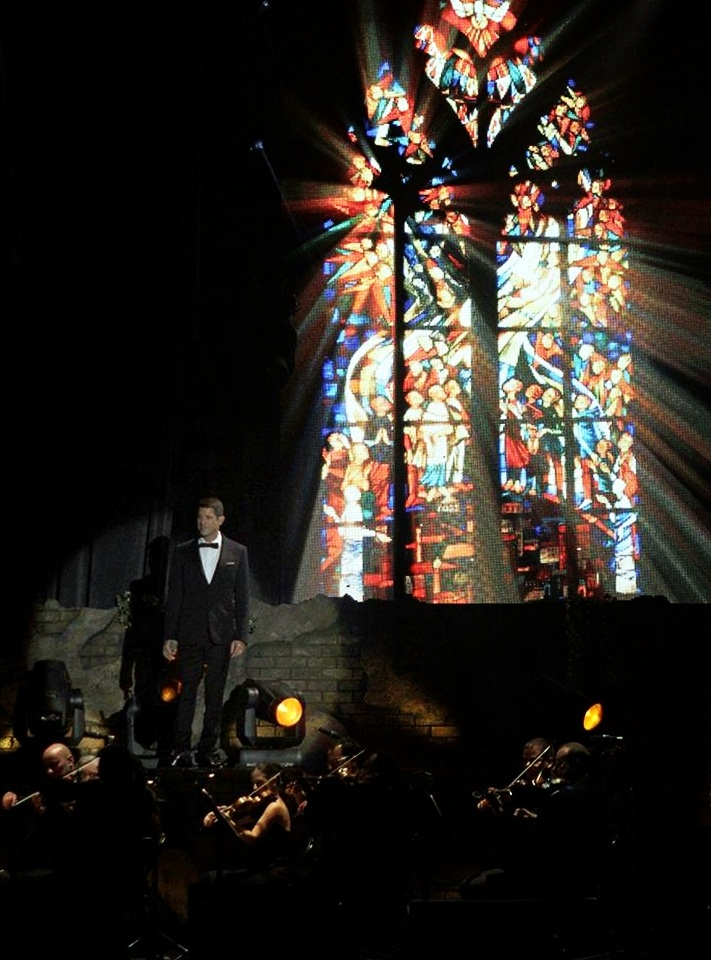
Sébastien Izambard durante un concierto con Il Divo en 2014 durante la gira Il Divo World Tour; A Musical Affair.

El 29 de septiembre de 2017, sale a la venta el segundo disco de Sébastien como solista, en esta ocasión canciones originales escritas o coescritas por Séb que componen el disco We Came Here To Love, respaldado por la productora Entertainment One Music, con sonidos eléctricos influenciados por The Weeknd, Coldplay, James Blake y Adele, desde el pop y el baile hasta el cruce clásico por el que es conocido. 
El disco We Came Here To Love contiene las canciones con los títulos; We Came Here To Love, Kingdom Come, Up, Unchained, Goodbye My Lover, Ashes, Blind Heart, Love Again, Why, Cheer Me Up y Easy.
Los sencillos del disco lanzados en 2017 son; Kingdom Come; We Came Here To Love; y Up.

### Teatro Musical
En 2002 colaboró en la obra musical de Riccardo Cocciante titulada Le Petit Prince (El Principito), una adaptación de la obra de Antoine de Saint-Exupéry, interpretando dos papeles en la misma obra; El Hombre de negocios y El Rey en el Casino de París, representada desde febrero de 2002 hasta octubre de mismo año. Tras Le Petit Prince también participó en pequeñas obras del grupo teatral La Toupe.

### Compositor
Sébastien afirma que componer y escribir canciones es su pasión, que escribe por el placer de escribir.
Antes de formar parte de Il Divo escribió y produjo canciones para otros artistas franceses.
En paralelo a Il Divo, Izambard siguió escribiendo canciones con estrellas del pop de todo el mundo; como con el australiano Darren Hayes,  el vocalista de Savage Garden; el cantante Ramin Karimloo; el productor Guy Chambers; o con el letrista Don Black.

### Productor discográfico
En diciembre de 2014, produjo el disco benéfico titulado Bringing Hope For Isla and Jude, que salió a la venta el 5 de diciembre de 2014 con el sencillo escrito por Kate Bush This Woman's Work (El Trabajo De La Mujer) con interpretaciones de diferentes artitstas australianos.

### Juez de Realitys Musicales
En verano de 2011 se sentó como jurado en el programa Born to Shine para la cadena Independent Television (ITV) de Gran Bretaña.

### Duetos & Colaboraciones
Izambard ha realizado multitud de colaboraciones musicales & duetos con importantes artistas, tanto en solitario como miembro de Il Divo conː
- Anggun («Who Wants to Live Forever?»)[38]
- Barbra Streisand («The Music Of The Night», «Somewhere», «Evergreen (en)»)[39]
- Casey Donovan (singer) (en) («This Woman's Work»)[24]
- Celine Dion («I Believe in You (Je crois en toi)»)[40]
- Damien Leith (en) («This Woman's Work»)[24]
- Darren Hayes («This Woman's Work»)[24]
- David Campbell (en) («This Woman's Work»)[24]
- Denisse de Kalafe («Sortilegio de amor»)[41][42]
- Diesel (en) («This Woman's Work»)[24]
- Ella Hooper (en) («This Woman's Work»)[24]
- Engelbert Humperdick («Spanish Eyes»)[43][44]
- Florent Pagny («Belle»)[38]
- Heather Headley («Can You Feel the Love Tonight?»)[45]
- Hélène Segara («Memory»)[38]
- Johnny Hallyday[46]
- Juan Gabriel («Amor eterno»)[47]
- Katherine Jenkins («Somewhere»)[48]
- Kristin Chenoweth («Do You Hear What I Hear (en)», «All I Ask Of You»)[49]
- Lea Salonga (« A Whole New World - Un Mundo Ideal)», «Time to say goodbye (Con Te Partirò)», «Can You Feel the Love Tonight?»)[50]
- Leona Lewis («Somewhere»)[51]
- Lisa Angell («Can You Feel the Love Tonight?»)[38]
- Luke Steele («This Woman's Work»)[24]
- Marlisa (en) («This Woman's Work»)[24]
- Mazz Murray («Memory», «Time to say goodbye (Con Te Partirò)», «The Music Of The Night»)[52]
- Michael Ball («Love Changes Everything»)[49]
- Natasha St-Pier («Aimer»)[38]
- Nicole Scherzinger («Memory»)[49]
- Pete Murray (en) («This Woman's Work»)[24]
- Ramin Karimloo («Broken», «Guiding Light»)
- Sonia Lacen («L'Envie d'Aimer»)[38]
- Toni Braxton («The Time of Our Lives»)[53]
- Vincent Niclo («Le Temps Des Cathédrales»)[38]

### Il Divo
Mientras grababa su segundo disco en solitario tras colaborar en «Le Petit Prince», Sébastien asistió a una audición para el musical «El Rey Sol». Mientras esperaba, conoció a Geraldine Larrosa conocida como artísticamente como Innocence y a su en esa época pareja Carlos Marín, quiénes le hablaron de otra audición tras escuchar cantar a Sébastien en vídeos expuestos en internet. Carlos afirmó que valía la pena intentarlo, así que Sébastien fue a la Ópera de la Bastilla de París, donde se realizaban las audiciones ante Sonny Takhar, la mano derecha de Simon Cowell. Para la audición Izambard interpretó la canción «Caruso» mientras tocaba el piano él mismo, convencido y relajado de que no tenía nada que perder ya que pensaba que no conduciría a nada. Pero Cowell le oyó y le ofreció el puesto. Al principio Sébastien se negó a unirse a Il Divo, pues corría el riesgo de perder sus contactos en Francia, su segundo disco estaba avanzando por buen camino y estaba teniendo un poco de éxito por su propia cuenta. Pero se dijo a sí mismo: Je Ne Regrette Rien (No tengo nada que perder) y aceptó.

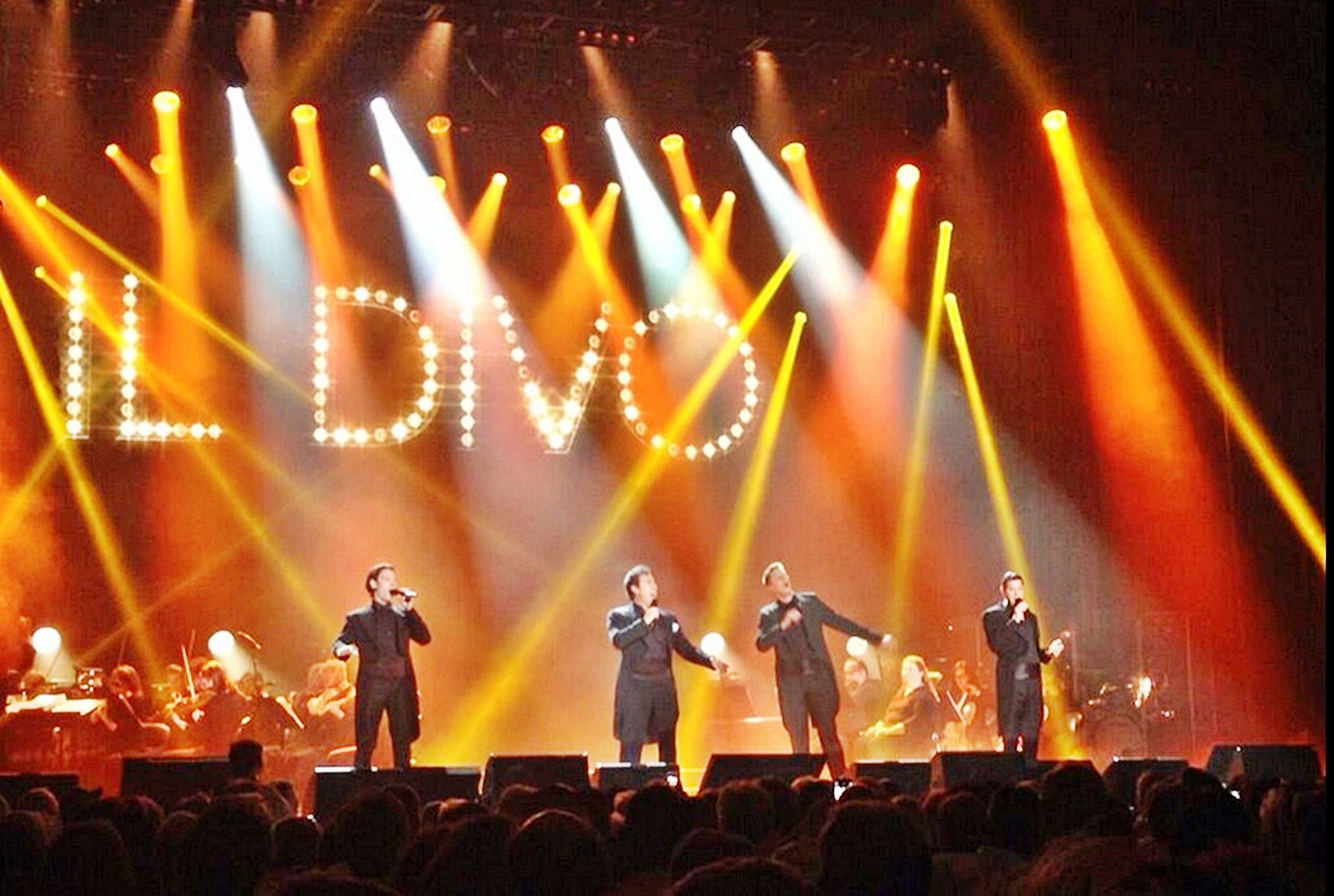
Il Divo durante su gira Il Divo World Tour: A Musical Affair.

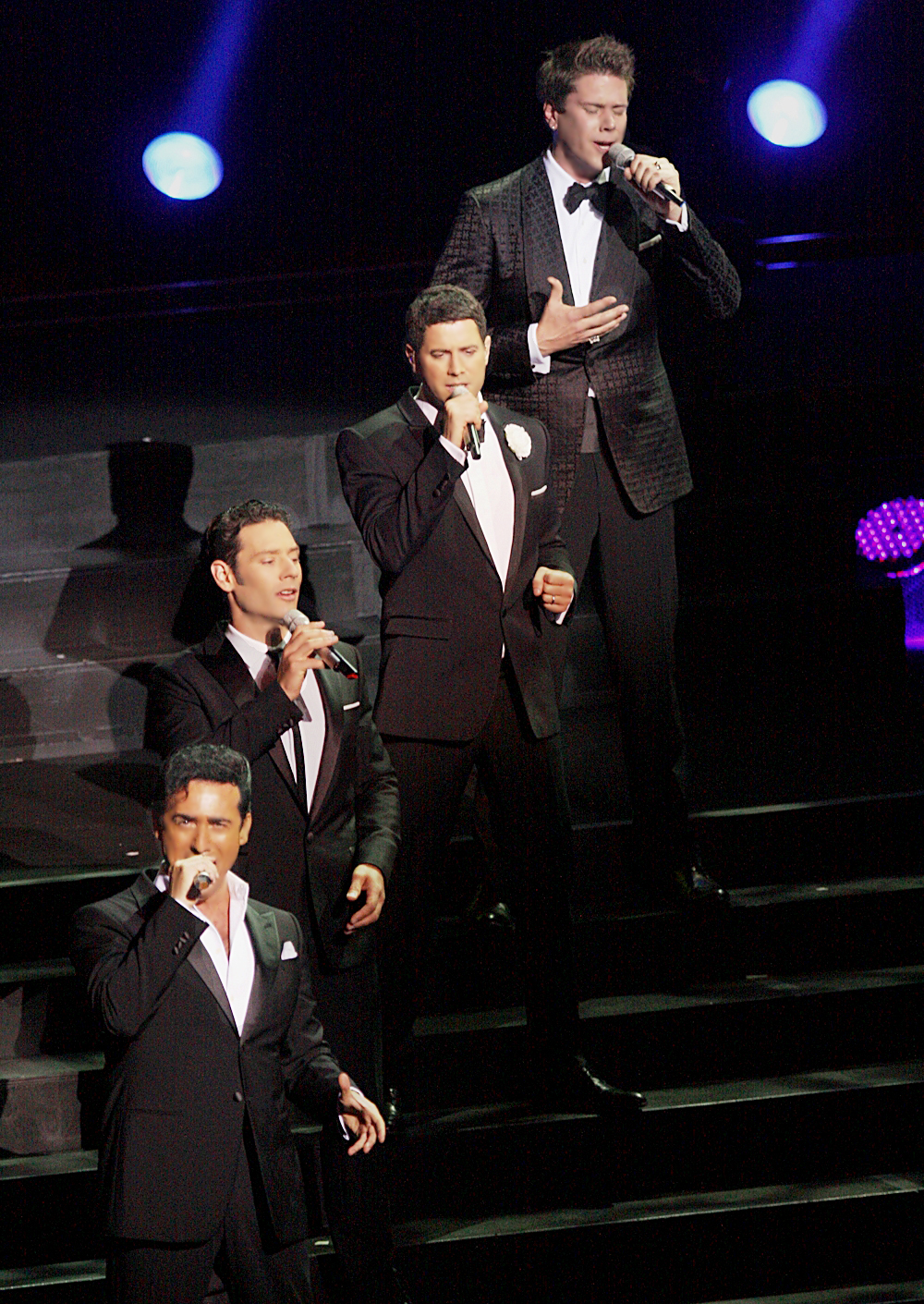
Il Divo & Orchestra in Concert Tour Mundial el 14 de febrero, Día de San Valentín, de 2012 en el Sídney Opera House de Sídney.

E Izambard se consagró mundialmente con el quarteto musical apátrida Il Divo, comprendido por el barítono español Carlos Marín; el tenor suizo Urs Bühler; el tenor americano David Miller; y Sébastien Izambard, que arrastran una aclamación mundial no solo por sus actuaciones únicas, sino por su variedad de canciones melódicas, románticas y emblemáticas y por su personalidad irresistible .
Il Divo es un grupo musical, reconocido como exitoso comercialmente y críticamente aclamado, que ha desarrollado la exitosa combinación de virtuosismo y popularidad y que ha introducido una nueva cara a las canciones populares, al utilizar sus voces excepcionales, su apostura y su diversidad cultural para llevar su marca registrada de fusión musical al público de todo el mundo. El grupo se originó en Reino Unido en 2003, y es comprendido por un cuarteto vocal de cuatro cantantes masculinos; Urs Bühler, Carlos Marín, David Miller y Sébastien Izambard.
En su trayectoria discográfica, se ha publicado ocho álbumes de estudio; Il Divo (2004), Ancora (2005), Siempre (2006), The promise (2008), Wicked game (2011), A musical affair (2013), Amor & pasión (2015)  y Timeless (2018); un álbum recopilatorio The greatest hits (2012); un álbum especial de canciones de Navidad The Christmas collection (2005); y dos álbumes en directo, An Evening with Il Divo: Live in Barcelona (2009), Live in Japan (2014); múltiples ediciones especiales y duetos y colaboraciones. Asimismo, también se ha publicado la videografía Live At Gotham Hall (2004), Encore (2004), Mama (2005), The Yule Log: The Christmas collection (2005), Live At the Greek Theater (2006), At the Coliseum (2008), Live in Barcelona: An evening with Il Divo (2009), Live in London (2011) y Live in Japan (2014).
Desde su origen Il Divo ha gozado de un gran beneplácito a nivel mundial, vendiendo hasta la fecha de 2015, más de 30 millones de copias en discos en todo el mundo y conquistando más de 160 Discos de Oro y discos de Platino en 35 países instaurando una revolución en la música clásica y en todo el panorama musical, legitimando un nuevo estilo musical pionero, denominado pop operístico o pópera, dentro del género de crossover clásico.
Il Divo, convertidos en un grupo internacional de referencia, tras alcanzar ser el primer grupo de crossover clásico de la historia en coronar la cima de la lista Billboard 200 estadounidense en el año 2005, además de posicionarse en el puesto más alto de la lista Adult Contemporary, con el álbum The Promise en 2008, batieron el récord de ventas americano en la primera semana de publicación.
Con los cuatro primeros discos; Il Divo, Ancora, Siempre y The Promise, lograron 50 primeras posiciones en las listas de álbumes de América, Europa, Canadá y América. En España, Il Divo es uno de los artistas con mayores ventas que han cantado en español.
En el año 2006 son registrados en el Libro Guinness de los Récords como el proyecto internacional de pop de mayor éxito comercial de la historia, y este mismo año entraron en la lista de los álbumes musicales más vendidos de todos los tiempos, con 5 millones de ejemplares en tan solo el 2006 con el álbum Siempre. En los escenarios de todo el mundo también recolectaron gran éxito al vender más de 2 millones de entradas de conciertos tan solo de sus cuatro primeros discos, en su primera gira mundial las entradas se agotaron en 69 ciudades de 18 países. En las giras musicales, han actuado en recintos de renombre mundial como en el antiguo estadio de Wembley, en Hyde Park, en el London Coliseum, en Madison Square Garden, en el Nippon Budokan, en el anfiteatro romano de Mérida o en el coliseo romano de Pula.
El cuarteto es destacable por su mezcla y/o fusión musical de ópera (canto lírico y música culta) con temas de distintos géneros como la música latina, el pop, boleros, temáticas, folclore, tangos, música sacra, y por la interpretación de versiones de canciones legendarias y emblemáticas, reescritas para Il Divo como Regresa a mí primer sencillo del grupo, Senza Catene reescrita y versionada para Il Divo en italiano de la original Unchained Melody, el Solo otra vez (All by myself), La fuerza mayor (The power of love), el Adagio de Albinoni, Wicked game (Melanconia), Desde el día que te fuiste (Without you), Con te partirò (Time to say goodbye), My way (A mi manera), Notte di luce (Nights in white satin), I will always love you (Siempre te amaré), o las oscarizadas bandas sonoras Over the rainbow, If you love me (Si tu me amas), Falling slowly (Te prometo), Can you feel the love tonight o Il mio cuore va reescrita en italiano para el grupo de la original My heart will go on, o los temas originales de Il Divo como Come primavera, Ti amerò, Isabel, Everytime I look at you, La vida sin amor, Hasta mi final, La Promessa, Mama o Senza Parole.
Sébastien afirma que «Soy el del lado pop». Afirma que trabaja con sus instintos, que los otros miembros (Carlos, Urs y David) son todos de formación clásica, con grandes técnicas de voz y que él trata de traer la música al presente, encajando las voces entre sí y convirtiendo la música algo en mágico cuando los «cuatro se convierten en uno».
El 12 de mayo de 2011, Sébastien junto con los demás miembros de Il Divo fueron invitados a los Premios de Música Clásica Classic Brit Awards para recibir el premio al «Artist of the Decade» (Mejor Artista De La Década) en el Royal Albert Hall de Londres.
En 2014, en el décimo aniversario del grupo, Sébastien como miembro de Il Divo, había vendido más de 26 millones de discos en todo el mundo, consiguiendo más de 50 números uno por sus ventas y recibiendo 160 discos de Oro y Platino en más de 33 países diferentes.
En 2015, Il Divo fue premiado con el «Premio Clásico PPL» en los premios Silver Clef Award otorgados por Nordoff Robbins.

## Discografía

### Cantante
| - 2000 - Libre - 2017 - We Came Here To Love | - 2004 - Il Divo - 2005 - Ancora - 2006 - Siempre - 2008 - The promise - 2011 - Wicked game - 2013 - A musical affair - 2015 - Amor & pasión - 2018 - Timeless - 2021 - For once in my life: A celebration of Motown | 2002 - Le Petit Prince, (Versión estudio) 2002 - Le Petit Prince, (Versión completa) | - 2000 - Noël Ensemble (fr) (Disco solidario) - 2005 - On ne change pas (fr) de Celine Dion (Il Divo) - 2006 - Live in Concert 2006 (en) de Barbra Streisand (Il Divo) - 2006 - Voices from the FIFA world cup (Il Divo) - 2006 - Libra (en) de Toni Braxton (Il Divo) - 2014 - Engelbert Calling de Engelbert Humperdick, con el tema Spanish eyes. (Il Divo) - 2015 - Los dúos de Juan Gabriel con la canción «Amor eterno» (Il Divo) |

### Compositor
- 2010 - Ramin (en)[33] de Ramin Karimloo
- 2011 - Secret Codes and Battleships (en)[32] de Darren Hayes

### Productor
- 2014 - Hope for Isla and Jude[36][5][6]

## Videografía
| - 2004 - Libre - 2004 - Regresa a mí - 2005 - Mama - 2006 - The time of our lives - 2014 - Le temps des cathédrales - 2014 - Wo wants to live forever? - 2014 - Aimer - 2014 - Can you feel the love tonight - 2014 - Memory - 2015 - Amor & pasión -Tráiler- | - 2002 - Le Petit Prince | Documentales / Conciertos Il Divo Artículo principal: Anexo:Videografía de Il Divo 2004 - Live at Gotham Hall 2005 - Encore 2005 - Mama 2006 - The yule log: The christmas collection 2006 - Live at the greek theater 2008 - At the Coliseum 2009 - Live in Barcelona: An evening with Il Divo 2011 - Live in London 2014 - Live in Japan |

## Obras Musicales

### Musical
- 2001-2002: Le Petit Prince[26]